# Tauriphila azteca
Tauriphila azteca – gatunek ważki z rodziny ważkowatych (Libellulidae). Występuje na terenie Ameryki Północnej – na Florydzie oraz od północnego Meksyku po Kostarykę; zalatuje do Teksasu.